# Casa Vianello
Casa Vianello è stata una sitcom trasmessa sulle reti Mediaset dal 17 gennaio 1988 al 15 aprile 2007, ambientata nell'immaginario appartamento dei coniugi Sandra Mondaini e Raimondo Vianello, affiancati dalla Tata, personaggio comprimario interpretato da Giorgia Trasselli.
Considerando il numero totale di anni di produzione, Casa Vianello è la sitcom più longeva in assoluto prodotta dalla televisione italiana. Considerando invece il numero totale degli episodi, Casa Vianello è al secondo posto dopo Camera Café.

## Trama
La serie si incentra sulla vita quotidiana coniugale di Sandra Mondaini e Raimondo Vianello (sposati nella finzione della sit-com e anche nella vita reale), narrando i loro battibecchi e le loro iniziative, sempre portate avanti in maniera maldestra all'insegna di equivoci e doppi sensi. Ogni episodio narra una serie di tali bizzarre iniziative, che falliscono sempre miseramente e terminano sempre con conseguenze tragicomiche, ad esempio risse condite di botte e insulti, con Raimondo che viene picchiato brutalmente da qualcuno, oppure figure pessime con gli ospiti, minacciati di essere denunciati, essere arrestati dalla Polizia oppure scoprirsi truffati, ed altre situazioni simili.
Ogni episodio si conclude con una sequenza sempre uguale, entrata nell'immaginario collettivo degli italiani: nonostante la giornata si sia da poco conclusa in modo concitato e spiacevole, nel letto matrimoniale Sandra si lamenta con Raimondo sostenendo che nella loro vita non accada mai niente e che essa sia noiosa e piatta, ripetendo più volte la memorabile battuta «Che noia, che barba, che barba, che noia», poi dà la buonanotte al marito in modo sarcastico, si corica e scalcia nervosamente sotto le coperte, mentre Raimondo si limita a lanciare alla moglie alcuni sguardi nervosi (o a rivolgerle alcune parole nelle serie successive alla prima), continuando imperturbabilmente a leggere La Gazzetta dello Sport.

## Episodi
| Stagione                 | Episodi | Prima TV  |
| ------------------------ | ------- | --------- |
| Prima stagione           | 20      | 1988      |
| Seconda stagione         | 40      | 1990-1991 |
| Terza stagione           | 20      | 1992-1993 |
| Quarta stagione          | 20      | 1993      |
| Quinta stagione          | 20      | 1994-1995 |
| Sesta stagione           | 18      | 1996      |
| Settima stagione         | 20      | 1998-1999 |
| Ottava stagione          | 20      | 2000      |
| Nona stagione            | 20      | 2000-2001 |
| Decima stagione          | 20      | 2001-2002 |
| Undicesima stagione      | 20      | 2002      |
| Dodicesima stagione      | 20      | 2003      |
| Tredicesima stagione     | 20      | 2003-2004 |
| Quattordicesima stagione | 20      | 2004-2005 |
| Quindicesima stagione    | 20      | 2005-2007 |
| Sedicesima stagione      | 20      | 2006-2007 |

## Personaggi e interpreti

### Personaggi principali
- Raimondo Vianello (stagioni 1-16).
Irascibile, scontroso ed egoista, cerca sempre di cogliere l'occasione per cercare di tradire la moglie Sandra, in particolare con le belle vicine di condominio che si susseguono nel corso degli anni. Tuttavia i suoi tentativi di avviare relazioni extraconiugali sono sempre sventati da Sandra. Tratta in modo sgarbato quasi tutti, tranne le donne giovani e avvenenti, verso cui rivolge sistematicamente delle avances. Non gradisce quasi mai ospiti in casa, specialmente le amiche della moglie, donne prevalentemente anziane e poco attraenti. Non è mai affettuoso con la moglie, la prende spesso in giro sui suoi vari difetti ed esprime spesso ironicamente il desiderio di separarsi, anche se è evidente che non potrebbe mai stare senza di lei. Oltre che delle donne belle e del mondo dello spettacolo, è molto appassionato di calcio: non perde mai una partita in TV ed è presidente di una squadra in cui lui stesso gioca, la SaMo, così chiamata dalle iniziali di Sandra, di cui non salta mai né un allenamento né una partita. Sandra, naturalmente, non approva questo interesse del marito, in quanto è preoccupata per lo sforzo fisico a tarda età e desidererebbe maggiori attenzioni da lui, il quale non la porta mai fuori a cena, al cinema o a teatro per seguire invece l'attesissima partita in TV.
- Sandra Mondaini (stagioni 1-16).
Vivace e accogliente, sempre piena di iniziative con lo scopo di ravvivare la vita coniugale, finisce sempre per attirarsi l'ironia sgradevole e le sfuriate del marito Raimondo per la sua sprovvedutezza, alle quali risponde sempre di petto. Giudica il marito noioso, cinico e poco romantico, ma lo vezzeggia quando si illude di ricevere in cambio da lui galanterie. È un'appassionata giocatrice di carte e dedica tutti i giovedì pomeriggio ai tornei con le sue amiche. Adora inoltre farsi coinvolgere in lunghe chiacchierate con amici e conoscenti. Spesso è presa da improvvise manie che si esauriscono nel giro della giornata, ad esempio il volontariato, le mostre, la vendite porta a porta e le pulizie: in pratica fa di tutto per combattere la noia dalla quale è afflitta nella vita quotidiana, coinvolgendo sempre il marito, il quale, anche se controvoglia, non riesce mai a dirle di no, trovandosi perciò sempre nei guai. Rinfaccia sempre a Raimondo di essere stata fondamentale nella sua carriera artistica, dicendogli che non avrebbe mai fatto strada senza di lei.
- La Tata (stagioni 1-16), interpretata da Giorgia Trasselli.
Appare per la prima volta nell'episodio Peccato di gioventù, il terzo della prima stagione. Domestica a servizio dei Vianello da tanti anni, non si conosce il suo nome di battesimo ma soltanto il suo il cognome, "Pellecchia", rivelato nella puntata Noblesse oblige della quarta stagione; nella puntata Uomo o Donna inoltre si scopre che le sue origini sono abruzzesi. La Tata è per Sandra una fedele e irrinunciabile confidente e complice nelle varie imprese, mentre è mal sopportata e presa in giro da Raimondo, per tale motivo la donna spesso si offende e minaccia di licenziarsi, ma è sempre convinta a rimanere dalle affettuose suppliche di Sandra. È libera ogni giovedì pomeriggio, momento in cui Sandra va a giocare a carte e Raimondo ne approfitta per invitare in casa le donne che tenta di sedurre, senza successo. È simpatica ma anche molto impicciona: mette volutamente i bastoni tra le ruote a Raimondo ogni volta che tenta di tradire la moglie ed è spesso determinante, sebbene involontariamente, nei fallimenti delle varie iniziative.
- Il portiere (stagione 1), interpretato da Gregorio Palma.
- Il portiere Pino Palumbo (stagioni 2-6), interpretato da Pino Pellegrino.
Un uomo intraprendente, che aiuta Raimondo nelle sue iniziative e nei tentativi di tradimento, ma sempre a costo di una generosa mancia, minacciando Raimondo di spifferare tutto a Sandra se non lo pagasse. L'aiuto a Sandra è invece disinteressato, venendo spesso costretto da lei a esporre in portineria le locandine delle sue bizzarre iniziative. Collabora efficientemente con la Tata per la corrispondenza.
- Il portiere (stagione 7), interpretato da Antonio Cornacchione.
- Il portiere (stagioni 8-16), interpretato da Raffaele Fallica.
Rispetto al portiere Pino Palumbo è meno efficiente e molto pettegolo, infatti è sempre informatissimo sui fatti che riguardano il condominio, motivo per cui Raimondo cerca di evitarlo in ogni modo, avendo paura che informi Sandra dei suoi tentativi di tradimento. Collabora sempre con Sandra e la tata aiutandole a mettere in pratica i bizzarri progetti di Sandra, e ovviamente si rende loro complice per smascherare i piani di Raimondo. Raimondo insulta e tratta male il portiere, e quest'ultimo non si rende mai complice dei suoi piani, eccezion fatta per quelle volte che Raimondo minaccia di farlo licenziare.
- Arturo, interpretato da Enzo Guarini (stagione 1) e Roberto Marelli (stagioni 2-14).
Vicino di casa dei Vianello e migliore amico di Raimondo, celibe impenitente, fa da palo a Raimondo durante i suoi sotterfugi e lo coinvolge nelle sue iniziative da single, sempre di nascosto a Sandra, con la quale ha comunque un rapporto molto cordiale.
- On. Nicola Pernove (stagioni 2-6/11-16), interpretato da Nicola De Buono.
Altro vicino di casa dei Vianello, è nelle prime stagioni solo un importante politico; successivamente, con l'uscita dalla serie del personaggio di Arturo, diventa il migliore amico di Raimondo. È separato da anni e soffre molto per la sua solitudine, quindi aiuta Raimondo disinteressatamente nei suoi sotterfugi e nelle sue iniziative, sebbene, come il precedente amico Arturo, è spesso preso in giro da lui. Spesso Sandra gli offre una vera e propria consulenza sentimentale, qualche volta sgridandolo perché molto imbranato con le donne.
- Kate (stagioni 7-16), interpretata da Barbara Snellenburg.
Bellissima giovane olandese vicina di casa dei Vianello. Raimondo è perdutamente innamorato di lei, la corteggia senza sosta ed escogita spesso dei piani per mettersi insieme a lei. Quest'ultima non ricambia i sentimenti dell'anziano vicino e prende nettamente le distanze dai suoi tentativi di sedurla, collaborando spesso anche con Sandra a tale scopo. È comunque gentile con Raimondo, provando una sorta di ammirazione per lui, e lo frequenta sperando di essere aiutata a realizzare le sue velleità artistiche. È inizialmente trattata con freddezza da Sandra, la quale sa dell'interesse del marito per la giovane, ma presto ne diventerà una carissima amica e confidente e troverà in lei una «seconda madre» prodiga di consigli, specie sul rapporto con gli uomini.

### Personaggi secondari
- Signora Carla Girardi (stagione 1), interpretata da Claudia Cavalcanti.
- Signor Perini (stagione 2), interpretato da Cesare Goffi.
- Valeria Perini (stagione 2), interpretata da Maria Cristina Heller.
- Dolores (stagione 3), interpretata da Daniela Castelli.
- Adele Sarti (stagione 2), interpretata da Gianna Coletti (accreditata come Gianna Giò).
- Signorina Evelina Rossi (stagioni 3-6), interpretata da Elisabetta Torlasco.
- Filippo Grimaldi (stagione 3), interpretato da Enzo Turchetti.
- Piero Castaldi (stagione 1), interpretato da Carlo Cartier.
- Sandra Marini (stagioni 5-6), interpretata da Paola Saluzzi.
- Anna Marini (stagione 4), interpretata da Anna Falchi.[1]
- Vanessa (stagione 4), interpretata da Debora Caprioglio.
- Signor Ferrari (stagione 7), interpretato da Fabio Bonini.
- Commissario Brunetti e in alcuni episodi, il Commissario Lonocci (stagione 2), interpretato da Mimmo Chianese.
- Commissario Canna (stagione 2), interpretato da Vladimiro Landoni.
- Commissario Ferri della Buoncostume (stagioni 2-6), interpretato da Renzo Ozzano.
- Commissario Baldini (stagioni 7-16), interpretato da Marco Vaccari.
- Ingegnere del 3º piano, interpretato da Pietro Sarubbi (accreditato come Pedro Sarubbi).
- Il Colonnello (stagione 2), interpretato da Eligio Irato.
- La moglie del Colonnello (stagione 2), interpretata da Ida Spalla.
- L'Avvocato Pozzi in alcuni episodi e personaggi vari, interpretato da Franco Longobardi (stagioni 8-16).
- Il signor Marini, interpretato da Giovanni Battezzato.

Alla serie hanno partecipato, come attori, diversi doppiatori milanesi, ad esempio Claudio Moneta, Mario Scarabelli, Pietro Ubaldi, Stefano Albertini, Enrico Bertorelli, Davide Garbolino, Patrizia Scianca, Debora Magnaghi, Riccardo Peroni.  
Alla serie hanno partecipato ad alcuni episodi anche Antonella Elia, Simona Tagli, Marc Tainon, Ana Laura Ribas, Vera Castagna, Elena Guarnieri, Benedetta Massola, Marina Giulia Cavalli, Ellen Hidding, Sebastiano Somma, Eleonora Brigliadori, Tiziana Pini, Valerio Staffelli, Giuditta Saltarini, Vincenzo Crocitti, Maurizio Mattioli, Aldo Ralli, Diego Parassole, Patrizia Pellegrino, Nina Soldano, Mirella Banti, Costantino Vitagliano, Vania Della Bidia e Clara Taormina.  
Dalla quinta stagione ha partecipato in alcune puntate anche il piccolo Gianmarco, il bambino filippino adottato, assieme alla sua famiglia, da Sandra e Raimondo.
Alcuni interpreti fissi hanno interpretato diversi ruoli nelle precedenti stagioni: un esempio è Raffaele Fallica che nelle ultime stagioni ha interpretato il ruolo del portiere.

## Produzione
La seconda stagione è curata da Fatma Ruffini che viene accreditata nei titoli di testa con la sua tipica dicitura "programma di", pur non essendo l'ideatrice della serie, ma semplicemente la curatrice del programma, in qualità di capostruttura.
La terza stagione vede apparire nei titoli di testa Claudio M. Riccardi in veste di curatore del programma, figura che scomparirà dalla stagione successiva per poi essere ripristinata dalla settima da Antonino Antonucci Ferrara, fino ad allora accreditato come supervisore alla produzione.

### Sceneggiatura
Gli sceneggiatori delle prime stagioni sono Giambattista Avellino, Alberto Consarino, Alessandro Continenza e lo stesso Raimondo Vianello.

### Riprese
La prima stagione venne girata presso lo Studio Clodio della Cerrato Compagnia Cinematografia in via Riboty 18 a Roma, che in quel periodo ospitava anche i set di Forum e de Il pranzo è servito. Dal 2002 questo studio (ex sala cinematografica) è un supermercato.
Dalla seconda stagione, in concomitanza con il trasferimento reale di Sandra e Raimondo a Milano 2, dopo quasi trent'anni vissuti a Roma, le riprese si svolgono presso gli Studi Mediaset di Cologno Monzese, dividendosi tra lo studio 4 e lo studio 14, storicamente dedicato alle sitcom.
Dalla settima alla tredicesima stagione il set si trasferisce presso gli Icet Studios, poco distanti dagli studi Mediaset che torneranno ad ospitare la sitcom dalla quattordicesima alla sedicesima ed ultima stagione.

### Scenografia
Dalla seconda alla sesta stagione, la scenografia è di CST Scenografie. Dalla settima stagione, la scenografia è di Studiofuccaro.

## Dettagli

### Ambientazione
Pochissimi episodi contengono scene girate in esterno:
- La promessa (2ª stagione) in uno stadio dove gioca la SAMO, la squadra di calcio di Raimondo;
- Tennis Club (4ª stagione), interamente girato in un circolo del tennis;
- Il tamponamento (6ª stagione) per la strada lungo un marciapiede dov'è parcheggiata la macchina di Sandra;
- Vacanza di gruppo (14ª stagione) e Viva il wrestling (ultima stagione) nei giardini del condominio dove vivono Sandra e Raimondo.

Pochissime anche le scene in un interno diverso dall'appartamento dei coniugi Vianello:
- Nell'episodio Risarcimento danni alcune scene si svolgono presso lo studio televisivo di Forum;
- Nell'episodio La poltrona alcune scene si svolgono nell'appartamento della vicina di casa di Sandra e Raimondo, la signorina Carla Girardi, oppure nell'officina del tappezziere e nella sacrestia del prete, Don Gino;
- Nell'episodio Lo smoking vi è una scena in cui Raimondo raggiunge il figlio del portiere che sta suonando con la sua band in un garage;
- Nell'episodio Il ritorno del ballerino parte delle scene sono girate in un ristorante di Milano 2, che si chiamava come la piazzetta "Lago dei Cigni" ove era ubicato, e adibito a bar gay ove Sandra e Raimondo cercano di scovare un truffatore,
- Nell'episodio Delitto imperfetto parte delle scene si girano in casa di Adele;
- Nell'episodio Vent'anni dopo, in cui Raimondo è vittima di una candid-camera, una scena si svolge nel fantomatico nuovo appartamento della tata ormai in pensione;
- Nell'episodio Rocky Vianello gran parte delle scene sono ambientate in una palestra, e alcune in esterni dove si vede Raimondo solo di gambe correre su un marciapiede;
- Nell'episodio Imputato alzatevi, gran parte delle scene sono ambientate in un carcere e in un'aula di tribunale;
- Nell'episodio Addio, mia bella addio, la fine dell'episodio è ambientata sul mare dei Caraibi, sul quale Raimondo si prenderà un'insolazione. La scena finale, invece, sarà girata, come di consueto, nel letto matrimoniale di Casa Vianello.

Unica località interna, oltre all'appartamento di Sandra e Raimondo, ad apparire frequentemente durante la serie è l'ingresso del condominio dove i due abitano.
- Nel passaggio dalla prima alla seconda stagione, Raimondo e Sandra traslocano da un condominio a un altro con un appartamento quasi uguale, con le stanze strutturate nello stesso modo, tranne che per l'introduzione degli scalini alla porta d'ingresso, e soprattutto per l'inversione delle porte in cucina: quella che conduce al salotto e la porta di servizio.
- La seconda stagione, seppur girata a Milano, è ancora ambientata a Roma; dalla terza stagione non viene fatto più alcun riferimento alla città di ambientazione.

### Scena conclusiva degli episodi
Nella prima stagione, durante la scena finale del letto, Sandra e Raimondo, prima del «che noia che barba», facevano un minidialogo, mentre dalla seconda stagione in poi parla solo Sandra (che si lamenta della monotonia della sua vita) mentre Raimondo in silenzio legge La Gazzetta dello Sport. In alcuni episodi della prima stagione, durante la scena finale Raimondo non ha in mano La Gazzetta dello Sport ma un libro. Lo sketch finale del letto è rimasto sempre lo stesso per tutta la durata della serie, solo in pochissime occasioni si sono verificate delle varianti: 
- il sesto episodio della prima stagione, intitolato L'amica del vicino, è l'unico di tutta la serie in cui non c'è la storica scena finale: Sandra torna a casa, trova Raimondo che dorme sul divano e va in camera, lasciandolo dormire lì;
- nell'episodio La mummia alla fine c'è solo Sandra nel letto in quanto Raimondo era stato chiuso per sbaglio in un sarcofago;
- l'episodio Arriva il gorilla si conclude con la classica lamentela di Sandra ma al suo fianco, nel letto, c'è il gorilla Caterina. Raimondo infatti è stato vittima di uno scambio involontario con l'animale e spedito erroneamente nella giungla;
- nell'episodio Corso matrimoniale è Raimondo a dire le frasi che normalmente dice Sandra e a scalciare sotto le coperte, mentre le postazioni sul letto di Raimondo stesso e di Sandra sono invertite.
- nell'episodio Il complotto, per la prima volta in assoluto Sandra non tira i calci a letto perché vedendo Raimondo completamente addormentato le passa la voglia.

### Il cane "invisibile"
Nelle prime due stagioni sono inserite qua e là nei dialoghi frasi che lasciano intendere che Sandra e Raimondo hanno un cane bullmastiff che si chiama Zorro, verosimilmente quello che si vede nella sigla delle stagioni 2-3-4, tuttavia quella è l'unica occasione in cui appare, perché non compare mai in alcun episodio, nemmeno in Risarcimento danni e Il segno di Zorro, i due episodi nei quali il cane è al centro della trama.

## Colonna sonora
Il motivetto jazz utilizzato come sigla, composto da Augusto Martelli, è diventato un cult della televisione italiana. Ne sono state realizzate due versioni:
- Per la prima stagione: il motivetto è suonato con un pianoforte con suono più ovattato; l'accompagnamento della batteria è molto leggero, senza il rullante; vi è un ritornello molto melodico e romantico.
- Dalla seconda alla sedicesima stagione: il motivetto è suonato con un pianoforte con suono più secco; il ritmo della batteria è molto più pieno e frizzante, con il rullante; il ritornello è sostituito da un assolo di tromba virtuosistico e comico. Nella versione integrale, il ritornello della prima stagione è comunque accennato nella chiusura con tre note crescenti ad effetto tragicomico. Sicuramente questa seconda versione era già pronta prima del lancio della prima stagione: infatti la si può riconoscere alla fine degli episodi della prima stagione stessa, prima della scena finale del letto.

Nell'immaginario collettivo degli italiani, la sigla di Casa Vianello rappresenta un simbolo del ménage matrimoniale.

### Sigla di testa
Ce ne furono quattro versioni:
- Prima stagione: Sandra e Raimondo preparano insieme la colazione. In questa sigla compaiono anche i personaggi secondari presenti nell'episodio trasmesso.
- Seconda, terza e quarta stagione: Sandra fa i dispetti a Raimondo durante tutto l'arco della giornata: gli ruba la colazione; gli stacca la spina del rasoio elettrico mentre lui si fa la barba e poi gli sbatte in faccia la porta del bagno (questa scena è solo nella stagione 2; nelle 3 e 4 è stata rimossa); a pranzo, gli sottrae l'abbondante piatto di spaghetti e lo dà in pasto al cane; la sera, prima di andare a dormire, apre la finestra della camera da letto durante una nevicata, rimbocca le coperte al marito, si corica e tira via tutte le coperte per sé, lasciando Raimondo completamente scoperto. Solo nella seconda stagione, così come in quella precedente, nell'ultima parte della sigla iniziale venivano elencati anche i personaggi secondari presenti nell'episodio trasmesso.
- Quinta e sesta stagione: Raimondo scappa da un cono di luce (ispirato alla sigla di Mr. Bean), che illuminerà una sequenza di scene tratte dalle passate stagioni della sit-com.
- Dalla settima alla sedicesima stagione: i personaggi, animati a passo tre, sono immersi in una grafica molto colorata. Dopo molti anni tornano ad essere accreditati anche i personaggi secondari.

## Distribuzione
Il primo episodio della sitcom è stato trasmesso domenica 17 gennaio 1988 alle ore 19:05 su Canale 5. La prima stagione andava in onda all'interno del contenitore La giostra. La serie è stata trasmessa per anni su Canale 5 alle 18:15 all'interno di Buona Domenica, per poi passare su Rete 4 nel 2005, dove sono andate in onda le ultime stagioni in prima serata. Dal 1988 al 2007 sono state realizzate ben 16 stagioni, per un totale di 338 episodi, spesso riproposti anche sull'emittente satellitare Happy Channel e sulle reti digitali Iris, Mediaset Extra e Twentyseven.

### Edizioni home video
Nel 2005 è stato distribuito un cofanetto di 4 DVD, edito da Stormovie-Mhe. Comprendeva 20 episodi della settima stagione, oltre a interviste bonus di Sandra, Raimondo, Giorgia Trasselli e Augusto Martelli. Dal 15 aprile 2011 TV Sorrisi e Canzoni ha distribuito, in quattro uscite settimanali, 4 DVD a doppio disco curati da Fivestore. La collezione conteneva una selezione di 32 episodi delle 16 stagioni. La serie completa è stata distribuita dal 15 aprile 2020, a 10 anni dalla scomparsa di Raimondo Vianello e Sandra Mondaini, dalla Gazzetta dello Sport e il Corriere della Sera.

### Distribuzione internazionale
Alcune delle ultime stagioni realizzate sono state doppiate anche in lingua spagnola e trasmesse su Veo Televisión. L'orario di messa in onda è stato proprio quello storico italiano, ossia le 18:15. Per la trasmissione nei paesi esteri (in cui la Mondaini e Vianello non erano famosi come lo erano in Italia), la serie veniva presentata con un approccio al pubblico differente cioè come una sit-com che in modo ironico descrive i problemi della terza età, quando si smette di lavorare e si ha a disposizione molto tempo libero.... Diverse puntate sono state anche vendute in Canada, Australia, Libano ed Israele.

## Accoglienza
Le prime stagioni della sit-com, sino al 2000 circa, realizzate col suddetto cast autorale al completo e con molti attori di provenienza teatrale, riuscivano spesso a richiamare un pubblico che, secondo i dati Auditel, raggiungeva in media anche i 6 milioni di spettatori (pur trattandosi spesso di repliche), specialmente quando veniva trasmessa quotidianamente alle 12:30, o alle 18:15 della domenica, o il lunedì in seconda serata su Canale 5.

## Il fenomeno di culto
La sitcom, nel corso dei lunghi anni di permanenza nella programmazione della televisione generalista, è diventata un vero e proprio cult, un fenomeno di culto.
All'interno del programma televisivo Le Iene i comici Luca e Paolo hanno fatto una parodia di Casa Vianello, Casa Saddam, con Luca Bizzarri nei panni di Osama Bin Laden e Paolo Kessisoglu nei panni di Saddam Hussein.
Anche all'interno di Striscia la notizia, nel 1998, venne fatta una parodia della sit-com, interpretata dai due conduttori di quel periodo, Gene Gnocchi e Tullio Solenghi; la sit-com s'intitolava Cascina D'Alema, con Gnocchi che interpretava Walter Veltroni e Solenghi che impersonava invece Massimo D'Alema.
In Mai dire Grande Fratello nell'edizione dedicata alla quarta serie del Grande Fratello, venne fatta la parodia della sit-com denominata Casa Ipotenusa.
Nell'episodio 132 della quinta stagione della sitcom Camera Café ("Una poltrona per due"), nella scena finale Luca e Paolo imitano la scena della camera da letto che avviene al termine di ogni episodio di Casa Vianello: Luca imita Sandra esclamando «Sono stufo, eh! Che barba, che noia, che noia, che barba!» e Paolo imita Raimondo, leggendo in silenzio una rivista.
Nell'episodio 2x01 di Un ciclone in famiglia Lorenzo Fumagalli (Massimo Boldi) imita la Mondaini nella scena finale delle puntate della sitcom, dicendo "che barba che noia, che noia che barba" e scalciando nel letto.

## Opere correlate
La serie ha generato tre opere audiovisive correlate, ambientate nel medesimo universo narrativo.
- Nel 1996 e nel 1997 due miniserie TV, Cascina Vianello e I misteri di Cascina Vianello, ognuna composta da 5 puntate trasmesse in prima serata su Canale 5.
- Il 13 dicembre 2008 un film TV, Crociera Vianello, trasmesso in prima serata su Canale 5; si tratta dell'ultima opera audiovisiva con protagonisti i coniugi Vianello, scomparsi due anni dopo.